# Christina Lathan
Christina Lathan (născută Brehmer; n. 28 februarie 1958, Altdöbern, Brandenburg, Germania) este o atletă ce a reprezentat Republica Democrată Germană, medaliată olimpică. A participat la 2 ediții ale Jocurilor Olimpice (1976, 1980) în care a câștigat o medalie de aur, două medalii de argint și o medalie de bronz în probele de 4x400 m și 400 m.

## Palmares
| An   | Competiție                      | Locație                      | Loc | Eveniment | Note    |
| ---- | ------------------------------- | ---------------------------- | --- | --------- | ------- |
| 1975 | Campionatul European de Juniori | Atena, Grecia                | 1   | 400 m     | 51,27   |
| 1975 | Campionatul European de Juniori | Atena, Grecia                | 1   | 4x100 m   | 44,05   |
| 1975 | Campionatul European de Juniori | Atena, Grecia                | 1   | 4x400 m   | 3:33,7  |
| 1976 | Jocurile Olimpice               | Montréal, Canada             | 2   | 400 m     | 50,51   |
| 1976 | Jocurile Olimpice               | Montréal, Canada             | 1   | 4x100 m   | 3:19,23 |
| 1977 | Cupa Mondială                   | Düsseldorf, Germania de Vest | 1   | 4x400 m   | 3:24,04 |
| 1978 | Campionatul European            | Praga, Cehoslovacia          | 2   | 400 m     | 50,38   |
| 1978 | Campionatul European            | Praga, Cehoslovacia          | 1   | 4x400 m   | 3:21,20 |
| 1979 | Cupa Europei                    | Torino, Italia               | 1   | 4x100 m   | 42,09   |
| 1979 | Cupa Europei                    | Torino, Italia               | 1   | 4x400 m   | 3:19,62 |
| 1979 | Cupa Mondială                   | Montréal, Canada             | 2   | 4x100 m   | 42,32   |
| 1979 | Cupa Mondială                   | Montréal, Canada             | 1   | 4x400 m   | 3:20,37 |
| 1979 | Universiada                     | Ciudad de México, Mexic      | 3   | 400 m     | 51,59   |
| 1980 | Jocurile Olimpice               | Moscova, Uniunea Sovietică   | 3   | 400 m     | 49,66   |
| 1980 | Jocurile Olimpice               | Moscova, Uniunea Sovietică   | 2   | 4x400 m   | 3:20,4  |